# Rediviva nitida
Rediviva nitida är en biart som beskrevs av John Whitehead och Steiner 2001. Rediviva nitida ingår i släktet Rediviva och familjen sommarbin. Inga underarter finns listade i Catalogue of Life.